# Mâche (Valais)
Pour les articles homonymes, voir Mache.
 (mars 2023).
Si vous disposez d'ouvrages ou d'articles de référence ou si vous connaissez des sites web de qualité traitant du thème abordé ici, merci de compléter l'article en donnant les références utiles à sa vérifiabilité et en les liant à la section « Notes et références ».
Mâche est un village du canton du Valais, situé dans le val d'Hérens.

## Situation
Il fait partie du district d'Hérens et est situé dans la commune d'Hérémence.
Le village de Mâche se trouve à une altitude de 1 310 mètres, sur le versant gauche de la rivière la Dixence. Il est l'un des plus anciens de la Commune. Son histoire est associée au site du Tridoz, à 500 mètres en amont de La Mâchette, d'où proviennent un certain nombre de soubassements des bâtiments actuels. L'accessibilité actuelle doit beaucoup à l'amélioration de la route rendue nécessaire par la construction du barrage de la grande Dixence.

## Histoire
Au XIXe siècle encore, le nom du village s'écrivait "Marsy" ou "Mars". Ce mot dérivé du bas latin signifiait limite ou territoire.

## Population et société

### Surnoms
Les habitants du village sont surnommés lé Flanô et lé Masserâ, soit les paresseux et les mâchurés en patois valaisan.

### Démographie
Fin 2015, le village compte environ 100 habitants. Le pic le plus élevé a été atteint entre 1945 et 1960, avec près de 300 habitants.